# Gudziszeczki (rejon ignaliński)
Gudziszeczki – dawny zaścianek na Litwie, w okręgu uciańskim, w rejonie ignalińskim, w starostwie Kozaczyzna.

## Historia
W czasach zaborów wieś leżała w granicach Imperium Rosyjskiego.
W dwudziestoleciu międzywojennym zaścianek leżał w Polsce, w województwie nowogródzkim (od 1926 w województwie wileńskim), w powiecie brasławskim (od 1926 w powiecie święciańskim), w gminie Dukszty.
Według Powszechnego Spisu Ludności z 1921 roku zamieszkiwało tu 31 osób, 28 było wyznania rzymskokatolickiego, 2 prawosławnego a 1 mojżeszowego. Jednocześnie 15 mieszkańców zadeklarowało polską przynależność narodową a 16 inną. Był tu 2 budynki mieszkalne. W 1931 zamieszkiwało tu 28 osób w 3 budynkach.
Miejscowość należała do parafii rzymskokatolickiej w m. Kozaczyzna. Podlegała pod Sąd Grodzki w Święcianach i Okręgowy w Wilnie; właściwy urząd pocztowy mieścił się w m. Duksztach.